# -wijk
-wijk is een suffix dat afgeleid is van het Latijnse vicus, dat woonplaats betekent. Tal van plaatsnamen bevatten dit suffix. Het komt bovendien soms ook in meer zelfstandige vorm voor: Wijk aan Zee, Wijk bij Duurstede.
-wijk is tevens een suffix dat in veenkoloniale gebieden in gebruik is. Het is afgeleid van wiek(e), dat een brede sloot of kanaal betekent. Een wieke werd gebruikt door platte boten, voor het vervoer van turf. 
Voorbeelden van deze suffix zijn: Kalkovenwijk, hetgeen een kanaal is in Emmer-Compascuum en Ommelanderwijk, hetgeen een plaats is in Oost-Groningen.
Voorbeelden van plaatsen waarin het suffix -wijk voorkomt zijn:
- Bullewijk
- Harderwijk
- Katwijk
- Meeswijk
- Noordwijk
- Opwijk
- Rijswijk -diverse plaatsen
- Sleeuwijk
- Steenwijk
- Uitwijk
- Vreeswijk
- Waalwijk
- Winterswijk